# Кућа Протића у Пећи
Кућа Протића у Пећи је подигнута током 19. века и има статус непокретног културног добра као споменик културе.

## Опис
У урбаној целини изразитог балканско патријархалног режима којој тон даје кула као стамбена јединица са одбрамбеном улогом опомињући на братственичко племенску друштвену структуру и закон крвне освете кућа Протића представља цивилни објекат карактеристичан за градске средине турско оријенталног типа. Саграђена је у првој половини 19. века као симетричан тип староградске куће коју одликују спратност разуђена фасада са еркером и тремом и централни простор од којих је спратни, са гостинском собом у којој је резбарена таваница, репрезентативан.